# Aerospike

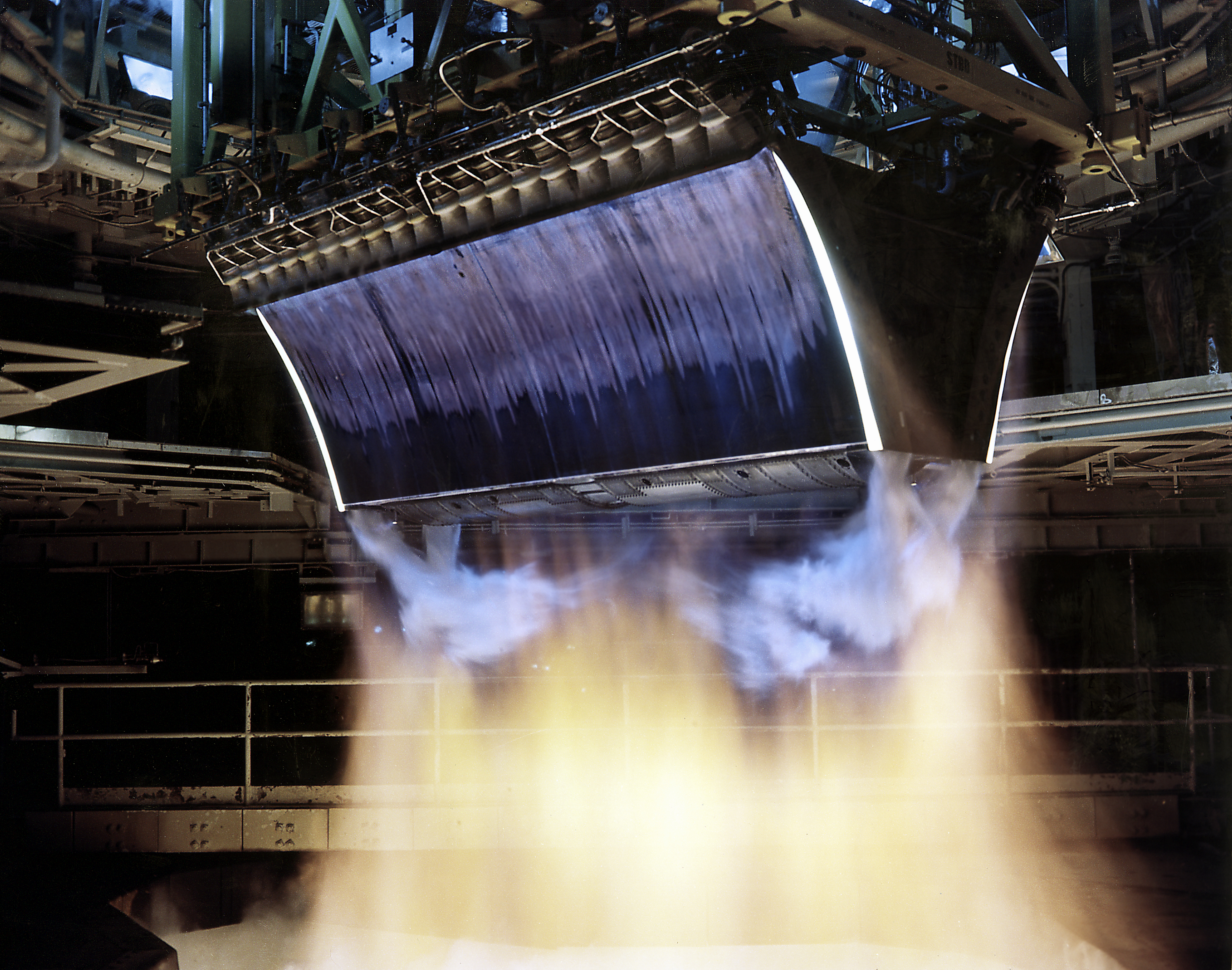
Twin Linear Aerospike XRS-2200

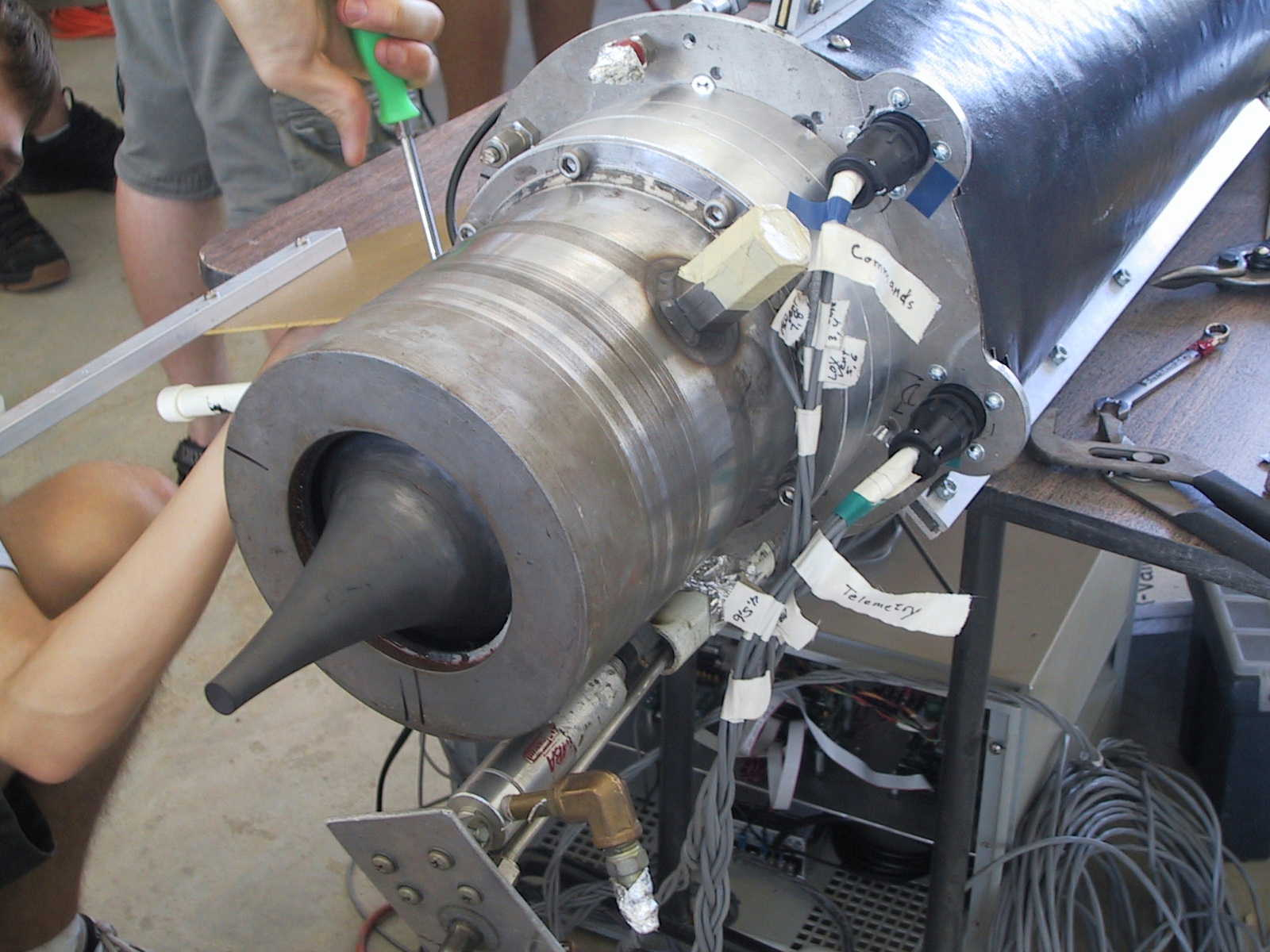
Ringförmiger Aerospike-Antrieb

Aerospike (englisch „Luftstachel“) ist ein Raketentriebwerk, das nicht auf dem Prinzip der glockenförmigen Raketendüse basiert. Die Änderung des Düsenprinzips ermöglicht eine Anpassung an den atmosphärischen Luftdruck in unterschiedlichen Flughöhen. Durch diese Anpassungsfähigkeit kann das Triebwerk unter optimalen Bedingungen betrieben werden. Aerospike-Triebwerke werden bereits seit Mitte der 1950er Jahre erforscht. Aufgrund der Komplexität dieses Triebwerktyps konnte ein Prototyp jedoch erst in den 1990er Jahren mit dem X-33-Programm entwickelt werden. Derzeit gibt es kein einsatzfähiges Triebwerk.

## Prinzip

Expansionsverhalten einer Düse

Konventionelle Düse im Vergleich zum linearen Aerospike

Ein traditionelles Triebwerk verwendet eine Lavaldüse, um die Hitze der ausströmenden Verbrennungsgase in Schub umzuwandeln. Der Schub {\displaystyle F} eines Raketentriebwerkes wird durch die folgende Formel beschrieben:
{\displaystyle F={\dot {m}}\cdot V_{e}+(P_{e}-P_{\mathrm {atm} })\cdot A_{e}}
Er setzt sich zusammen aus der Rückstoßkraft durch das ausströmende Abgas (Produkt aus Austrittsgeschwindigkeit {\displaystyle V_{e}} und Massendurchsatz pro Zeit {\displaystyle {\dot {m}}}) und der Kraft, welche der verbleibende Druck auf die Öffnungsfläche {\displaystyle A_{e}} der Düse ausübt. Dieser Druck ist die Differenz aus Abgasdruck {\displaystyle P_{e}} und dem Druck der umgebenden Atmosphäre {\displaystyle P_{\mathrm {atm} }}.
Bei einer optimalen Düse entspricht der Druck des Abgases dem der Atmosphäre. Ist der atmosphärische Druck größer als der des Abgases, spricht man von einer überexpandierenden und im gegenteiligen Fall von einer unterexpandierenden Düse. Eine glockenförmige Düse ist bei einem Flug durch eine Atmosphäre für eine bestimmte Höhe (Atmosphärendruck) ausgelegt und kann deshalb während des Fluges bzw. Aufstiegs über-, ideal- und unterexpandierend sein.
Das Aerospike-Triebwerk versucht dieses Problem zu umgehen. Anstatt die Verbrennungsgase durch eine Düse am Glockenansatz abzuleiten, verwendet der Aerospike mehrere kleinere, flach ausgerichtete Brennkammern an der Außenseite. Dabei wird aus dem Stachel auf der einen Seite und der vorbeiströmenden Luft auf der anderen Seite eine virtuelle Glocke gebildet – der Luftstachel (Aero-spike). Der Druck des ausströmenden Abgases kann durch den Massendurchsatz entsprechend variiert und so dem Umgebungsdruck der Atmosphäre angepasst werden.

## Vor- und Nachteile

### Vorteile
- Aerospike verbraucht in der Theorie bis zu 35 % (niedrige Höhe) weniger Treibstoff.
- Die Richtungssteuerung kommt ohne komplizierte kardanische Aufhängung der Triebwerke oder Strahlruder im heißen Abgasstrahl aus, da der Schub der außenliegenden Brennkammerzellen einfach entsprechend unterschiedlich variiert wird.[2]
- Durch die Verteilung der Verbrennung auf mehrere kleine Brennkammern wird das Risiko einer Explosion deutlich verringert.
- Ein Aerospike-Triebwerk ist leichter als ein traditionelles und nur etwa halb so hoch.

### Nachteile
- Das größte Problem bei der Entwicklung eines Aerospike-Triebwerkes ist die Kühlung des Zentralkonus. Eine Verkürzung des Stachels reduziert die Auswirkung, da die Fläche, mit der die Verbrennungsgase in Berührung kommen, verkleinert wird. Eine Verkürzung des Stachels ist jedoch immer auch mit einer Verringerung der Leistung verbunden. Ein zweiter Luftstrom im Stachel kann diesem Effekt wiederum entgegenwirken.
- Bei einem linear-V-förmigen Aerospike-Triebwerk, wie es bisher bei Tests meist eingesetzt wird, kommt es durch Wirbelbildung an den Seiten zu einem Leistungsverlust.

## Tests und Projekte
Zwischen 1950 und 1970 wurden von der Firma Rocketdyne, der NASA und der U.S. Air Force mit verschiedenen Größen und Varianten insgesamt 73 Tests durchgeführt.
Die Triebwerksanordnung in der ersten Stufe der sowjetischen Mondrakete N1 (Fehlstarts 1969–1972) mit seinen in einem äußeren Ring angeordneten 24 Triebwerken Kusnezow NK-15 erzeugte einen gewissen Aerospike-Effekt für die inneren sechs Triebwerke.
Für das X-33-VentureStar-Projekt der NASA wurden auf Basis der früheren Forschungen vier XRS-2200-Aerospike-Triebwerke entwickelt und von 1997 bis 2000 erfolgreich getestet. Das Projekt wurde jedoch aufgrund überhöhter Kosten und technischer Probleme der X-33 eingestellt.
Der erste bekannte Testflug eines Aerospike-Triebwerks wurde im Rahmen des Linear Aerospike SR-71 Experiments (LASRE) am 31. Oktober 1997 an Bord einer Lockheed SR-71 durchgeführt. Dabei wurde das Triebwerk jedoch nicht gezündet.
In Westdeutschland wurde Ende der 1960er Jahre an einem Aerospike-Triebwerk für das Raumfahrzeug Neptun gearbeitet.
2020 starteten die TU Dresden und das Fraunhofer IWS das CFDμSAT-Projekt zur Forschung an 3D-gedruckten Aerospike-Triebwerken.
Am 22. November 2021 führte das Deutsche Zentrum für Luft- und Raumfahrt auf dem Prüfstand P8 einen erfolgreichen Test durch.
Das Unternehmen Hyperganic stellte 2022 einen 3D-gedruckten Prototyp für ein Aerospike-Triebwerk vor, das von der KI-basierten Software von Hyperganic entwickelt worden war.
Das Unternehmen Pangea Aerospace hat seit Mitte 2019 an einem Demonstrator-Aerospike-Triebwerk, DemoP1, gearbeitet. DemoP1 wurde 2021 erfolgreich getestet und soll den Weg für ein größeres 300 kN Schub Aerospike-Triebwerk namens ARCOS ebnen. Die Tests von DemoP1 dauerten rund 2 Sekunden und waren gut reproduzierbar.
Das deutsche Weltraum-Start-up Polaris Raumflugzeuge entwickelte im Rahmen eines Bundeswehrauftrags das lineare Aerospike-Triebwerk AS-1. AS-1 wurde seit November 2023 mehrmals erfolgreich gezündet, Flugerprobungen auf Technologie-Demonstratoren der Firma finden seit Oktober 2024 statt. Weiterhin plant das Unternehmen ein 28 m langes Raumflugzeug Aurora zu entwickeln, das unter anderem durch ein Aerospike-Triebwerk angetrieben werden soll.